# ATP citrate lyase
L’ATP citrate lyase est une acyltransférase importante de la biosynthèse des acides gras qui clive le citrate en oxaloacétate et acétyl-CoA avec hydrolyse concomitante d'une molécule d'ATP en ADP et Pi :
|         | + Coenzyme A + ATP {\displaystyle \rightleftharpoons } ADP + Pi + |              | + |            |
| Citrate |                                                                   | Oxaloacétate |   | Acétyl-CoA |
Cette réaction correspond à la réciproque de la première étape du cycle de Krebs, catalysée par la citrate synthase, mais avec l'hydrolyse de l'ATP pour la rendre thermodynamiquement possible ; elle fait ainsi partie du cycle de Krebs inverse, utilisé par certains organismes pour la fixation du carbone.
Cette enzyme se trouve dans le cytosol des plantes et des animaux pour son rôle dans la lipogenèse.
Son gène est ACLY situé sur le chromosome 17 humain.
Cet enzyme intervient dans le métabolisme du cholestérol et son inhibition entraîne une baisse du taux du LDL cholestérol.

## En médecine
Certains variants du gène entraînent une baisse de l'activité enzymatique, avec un taux de LDL cholestérol abaissé et un risque moindre de développer une maladie cardio-vasculaire.
Des molécules, inhibitrices de cet enzyme, sont en cours de test comme hypolipémiant. Ainsi, l'acide bempédoïque permet une diminution de plus de 15 % du taux sanguin du LDL.